# Dolní Bezděkov

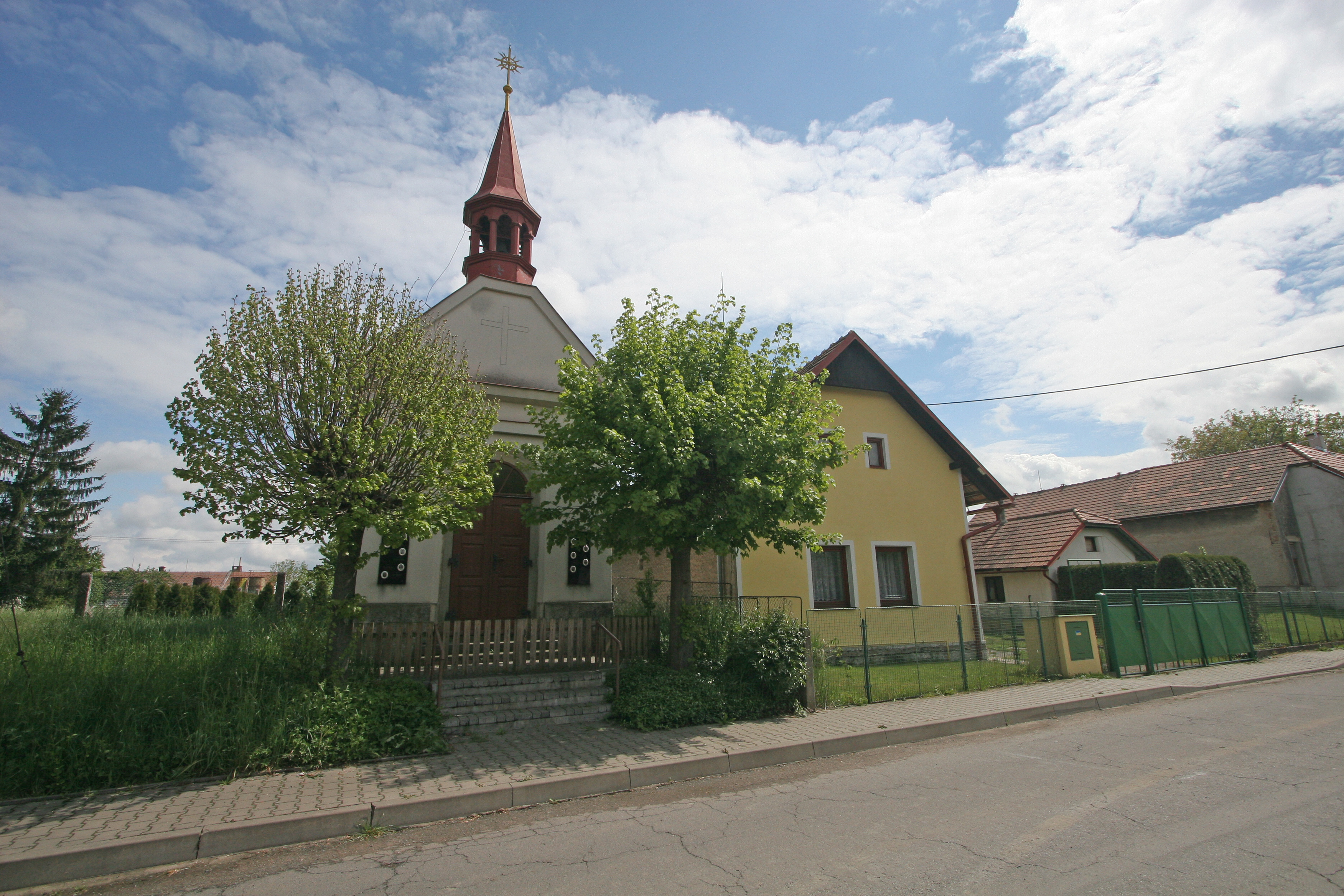
Kapelle Johannes des Täufers

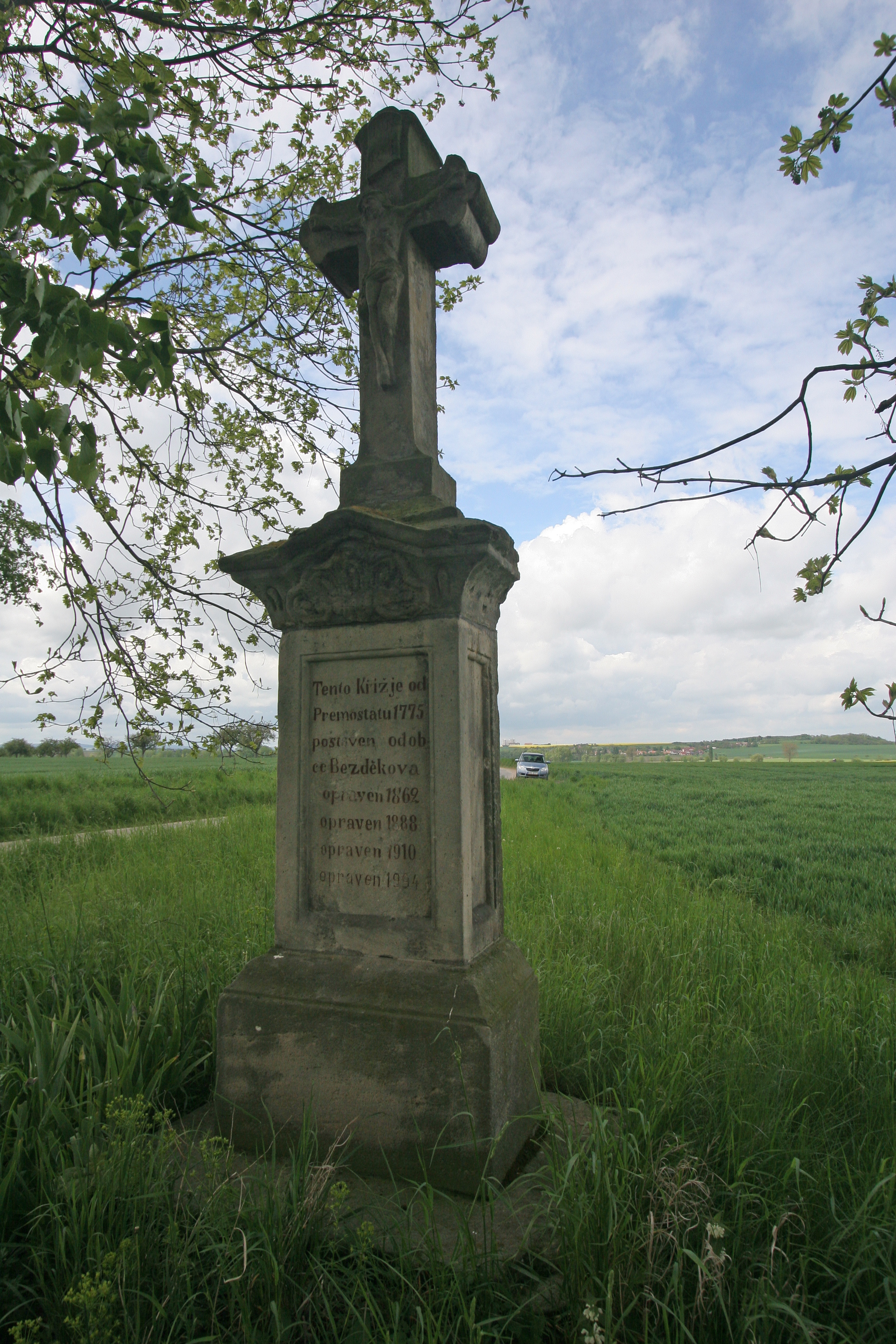
Flurkreuz

Dolní Bezděkov, bis 1948 Bezděkov, (deutsch Bezdiekau, auch Besdiekau) ist eine Gemeinde in Tschechien. Sie liegt sieben Kilometer östlich von Chrudim und gehört zum Okres Chrudim.

## Geographie
Dolní Bezděkov befindet sich auf der Hrochotýnecká tabule (Hrochow-Teinitzer Tafel) am Bach Ježděnka. Nördlich des Dorfes verläuft die Bahnstrecke Heřmanův Městec–Borohrádek, südlich die Staatsstraße I/17 zwischen Chrudim und Hrochův Týnec.
Nachbarorte sind Vejvanovice und Hůrka im Norden, Dvakačovice, Podbor und Stíčany im Nordosten, Hrochův Týnec im Osten, Blansko, Přestavlky und Trojovice im Südosten, Nabočany und Turyň im Süden, Kočí im Südwesten, Topol  und Vestec im Westen sowie Kalousov, Habrov und Tuněchody im Nordwesten.

## Geschichte
Die erste urkundliche Erwähnung von Bezdyecow erfolgte 1318 in den Libri citationum (Ladungsbücher/knihy půhonné). Als Besitzer des Gutes wechselten sich verschiedene Vladikenfamilien ab; im 15. Jahrhundert waren dies die von Bezděkov, von Nischburg und von Rejhrad, im 16. Jahrhundert folgten die Malovec von Chýnov. 1543 erwarben die Slepotický von Sulice das Gut. Markvart Slepotický von Sulice erhielt 1548 bei der Teilung des väterlichen Erbes außer Bezděkov noch die Güter Vejvanovice, Časy, Dvakačovice, Choteč und Třtí. In Bezděkov ließ er eine Feste erbauen. Seine mit Dietrich d. J. Lukavecký von Lukavec verheiratete Tochter Katharina gab das Gut Bezděkov 1570 auf und überließ es ihrem Schwager Johann d. Ä. Lukavecký von Lukavec. Dieser verkaufte die Feste Bezděkov mit dem gleichnamigen Dorf und allem Zubehör 1584 an Nikolaus Popel von Lobkowitz auf Nový hrad bei Boží Dům, der Bezděkov mit seinem kurz zuvor erworbenen Gut Hrochow-Teinitz vereinigte.
Bei der Erbteilung zwischen seinen Söhnen Nikolaus und Johann Viktorin von Lobkowitz wurde Bezděkov 1594 wieder von der Herrschaft Nový hrad abgetrennt und Teil der Johann Viktorin zugefallenen Herrschaft Hrochow-Teinitz. Johann Viktorin von Lobkowitz starb 1595 in jungen Jahren, seine überschuldete Herrschaft übernahm der Gläubiger Johann Kolowrat-Bezdružický. Nach der Schlacht am Weißen Berg wurde die seinem Sohn Ludwig Kolowrat-Bezdružický gehörige Herrschaft konfisziert. Die Feste Bezděkov wurde 1623 letztmals erwähnt und erlosch wahrscheinlich während des Dreißigjährigen Krieges. Nachfolgende Besitzer waren von 1622 bis 1706 die Freiherren Zeller von Rosenthal. Johann Wenzel Zeller von Rosenthal vermachte die Herrschaft 1706 testamentarisch dem Prämonstratenserkloster Hradisko. Nach der Aufhebung des Klosters fiel die Herrschaft 1786 dem mährischen Religionsfonds zu und unterstand der k.k. böhmischen Staatsgüteradministration. Der Meierhof wurde 1786 emphyteutisiert. Im Jahre 1789 bestand das Dorf aus 32 Häusern. 1824 erfolgte der Verkauf an Georg Prokop von Lilienwald.
Im Jahre 1835 bestand das im Chrudimer Kreis gelegene Dorf Bezdiekau bzw. Bezděkow aus 43 Häusern, in denen 230 Personen lebten. Abseits lagen an der Chrudimer Chaussee das Wirtshaus Turin und eine Schmiede. Pfarrort war Weywanowitz. 1844 verkauften die Lilienwaldschen Erben die Herrschaft an den Textilfabrikanten Peter Josef Schlechta. Bis zur Mitte des 19. Jahrhunderts blieb Bezdiekau immer der Allodialherrschaft Hrochow-Teinitz untertänig.
Nach der Aufhebung der Patrimonialherrschaften bildete Bezděkov einen Ortsteil der Marktgemeinde Hrochův Týnec im Gerichtsbezirk Chrudim. Ab 1868 gehörte das Dorf zum politischen Bezirk Chrudim. In den 1870er Jahren löste sich Bezděkov von Hrochův Týnec los und bildete eine eigene Gemeinde. 1949 wurde Bezděkov zur besseren Unterscheidung der beiden gleichnamigen Gemeinden im Okres Chrudim in Dolní Bezděkov umbenannt; das andere, bei Bojanov im Eisengebirge gelegene Dorf erhielt nach seiner höheren Lage den Namen Horní Bezděkov. Am 1. Juli 1974 wurde Dolní Bezděkov nach Hrochův Týnec eingemeindet. Seit dem 1. März 1990 besteht die Gemeinde wieder.

## Gemeindegliederung
Für die Gemeinde Dolní Bezděkov sind keine Ortsteile ausgewiesen. Zu Dolní Bezděkov gehört die Einschicht Turyň (Turin).

## Sehenswürdigkeiten
- Kapelle des hl. Johannes von Nepomuk, geweiht 1925
- Flurkreuz an der Straße nach Kočí, es wurde 1775 durch das Prämonstratenserkloster Slatiňany errichtet und ist heute als Kulturdenkmal geschützt

## Söhne und Töchter der Gemeinde
- Václav Rabas (1933–2015), Organist